# Pimelodella reyesi
Pimelodella reyesi är en fiskart som beskrevs av Dahl, 1964. Pimelodella reyesi ingår i släktet Pimelodella och familjen Heptapteridae. Inga underarter finns listade i Catalogue of Life.